# Roggenwolf

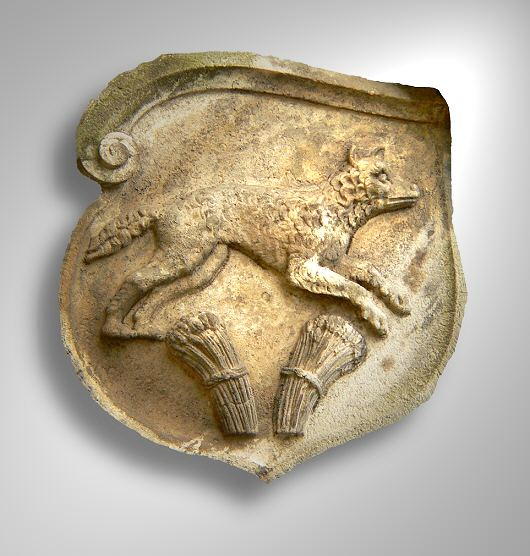
Vlk se dvěma snopy na erbu rodu Bartenslebenů

Roggenwolf, německy „žitný vlk“, též Roggenhund (žitný pes), je polní duch v německém folklóru. Číhá v obilí a dáví nepozorné rolníky a děti jsou varovány, že jím budou roztrhány, když půjdou do pole. Jeho matkou je Roggenmutter (Žitná matka) či Kornmutter (Obilná matka) a na konci sklizně je ztotožňován s posledním snopem, který je nazýván Wolf (Vlk) a svázán. Někdy splývá s Bilwisem, který má zpravidla také charakter polního ducha, nebo vlkodlakem, protože se říkalo, že „vlkodlak sedá v obilném poli“.
Historik Carlo Ginzburg Roggenwolfa spojuje s obilím napadeným námelem, kterému se také říká Wolf, případně Wolfzahn (Vlčí zub). Folklorista Wilhelm Mannhardt srovnal Roggenwolfa se severským Fenrim. Oba vlci jsou spoutáni, někdy i s pomocí železa, a určitou podobnost vykazují jejich matky: Roggenmutter má železná prsa, zatímco Angrboda, matka Fenrira, žije v Železném lese.